# Bernoy-le-Château
Bernoy-le-Château község Franciaország Hauts-de-France régiójában, Aisne megyében. Új községként 2023. január 1-jén jött létre Berzy-le-Sec és Noyant-et-Aconin korábbi községek egyesítésével.

## Népesség
| Lakosok száma | 491  | 855  | 840  |
|               | 2020 | 2021 | 2022 |